# Antonio Marsand
 (avril 2022).
Antonio Marsand, né en 1765 à Venise et mort le 3 août 1842 à Milan, est un  écrivain et érudit italien.

## Biographie
Antonio Marsand naquit à Venise en 1765, d’une famille lyonnaise dont le nom était Marchand. Son père était banquier et fut ruiné par les événements qui entraînèrent la chute de la république, en 1797. Le jeune Antoine embrassa l’état ecclésiastique ; après avoir reçu les ordres, il s’adonna à la prédication et eut beaucoup de succès à Venise, à Padoue, à Milan et à Rome. Il voyagea en France, et fut à son retour nommé professeur de statistique à l’université de Padoue, où il enseigna sans interruption jusqu’en 1825, époque à laquelle il obtint sa retraite avec une pension. Rendu ainsi au repos, Marsand eut le désir de revoir la France et fit un long séjour à Paris, où il s’occupa de recherches de manuscrits et de médailles. C’était un habile connaisseur en typographie et en chalcographie, comme l’attestent les travaux qu’il a laissés. Il avait fait une collection complète des éditions de Pétrarque, et il la céda en 1826 au roi Charles X, qui en récompense le nomma chevalier de la Légion d’honneur, avec une pension de deux mille francs sur la liste civile. Marsand aurait voulu se fixer à Paris, mais il en fut empêché par le gouvernement autrichien, qui exigeait qu’il passât en Italie au moins quelques mois de l’année, sous peine de perdre sa pension de retraite. C’est dans un de ces voyages qu’il mourut à Milan le 3 août 1842.

## Œuvres
- Mémoire sur le sucre d’Olcuscafer, et sur l’origine, les progrès et l’état actuel de celte découverte par M. Arduino de Padoue, écrit en français, Paris, 1813,in-4° ;
- Il Fiore dell’arte dell’intaglio, nelle stampe, Milan, in-4° ;
- Le Rime di F. Petrarca illustrate, Padoue, 1819-1820, 2 vol. in-4°. C’est la meilleure édition de ce poète célèbre, soit par la correction typographique du texte, soit par les notes que Marsand y a jointes. Elle a obtenu en quelques années plus de cent réimpressions.
- Le Donne illustri del regno lombardo-veneto, Milan, 1820, in-12 ;
- La Biblioteca petrarchesca formata, descritta ed illustrata, Milan, 1826, grand in-4°. Ce recueil, fait à grands frais, se trouve dans la bibliothèque du Louvre.
- Manoscritti italiani esistenti nella regia biblioteca parigina, Paris, 1835, in-4°. L’auteur dédia cet ouvrage au roi Louis-Philippe, qui, pour l’indemniser des difficultés et des retards qu’avait éprouvés, depuis la révolution de 1830, le payement de sa pension sur la liste civile, lui permit de faire imprimer gratuitement son travail à l’imprimerie royale. Marsand publia peu après un second volume sous le titre de Manoscritti italiani della regia biblioteca parigina e delle tre regie biblioteche dell’Arsenale, di Santa-Genoveffa e Mazarina (1838). Ce catalogue contient non-seulement les titres des manuscrits, mais encore une analyse de chacun d’eux avec des notes.
- Commento sulla celebre canzone di Francesco Petrarca a laude di Nostra Signora, Paris, 1841. in-4°. Marsand avait composé un Mémoire sur Laure de Noves ; mais sa mort en interrompit la publication.